# Sindonophora sutrix
Sindonophora sutrix är en fjärilsart som beskrevs av Edward Meyrick 1926. Sindonophora sutrix ingår i släktet Sindonophora och familjen säckspinnare. Inga underarter finns listade i Catalogue of Life.